# Fédération nationale des républicains indépendants
Pour les articles homonymes, voir Républicains indépendants.
Les républicains indépendants (RI) — officiellement dénommés Comité d'études et de liaison des républicains indépendants puis Fédération nationale des républicains et indépendants (FNRI) à partir de 1966 — sont un mouvement politique français de centre droit ayant existé entre 1962 et 1977. Elle constitue la force d'appoint pour la majorité gaulliste, avant l’élection de son président, Valéry Giscard d'Estaing, à la présidence de la République.

## Historique

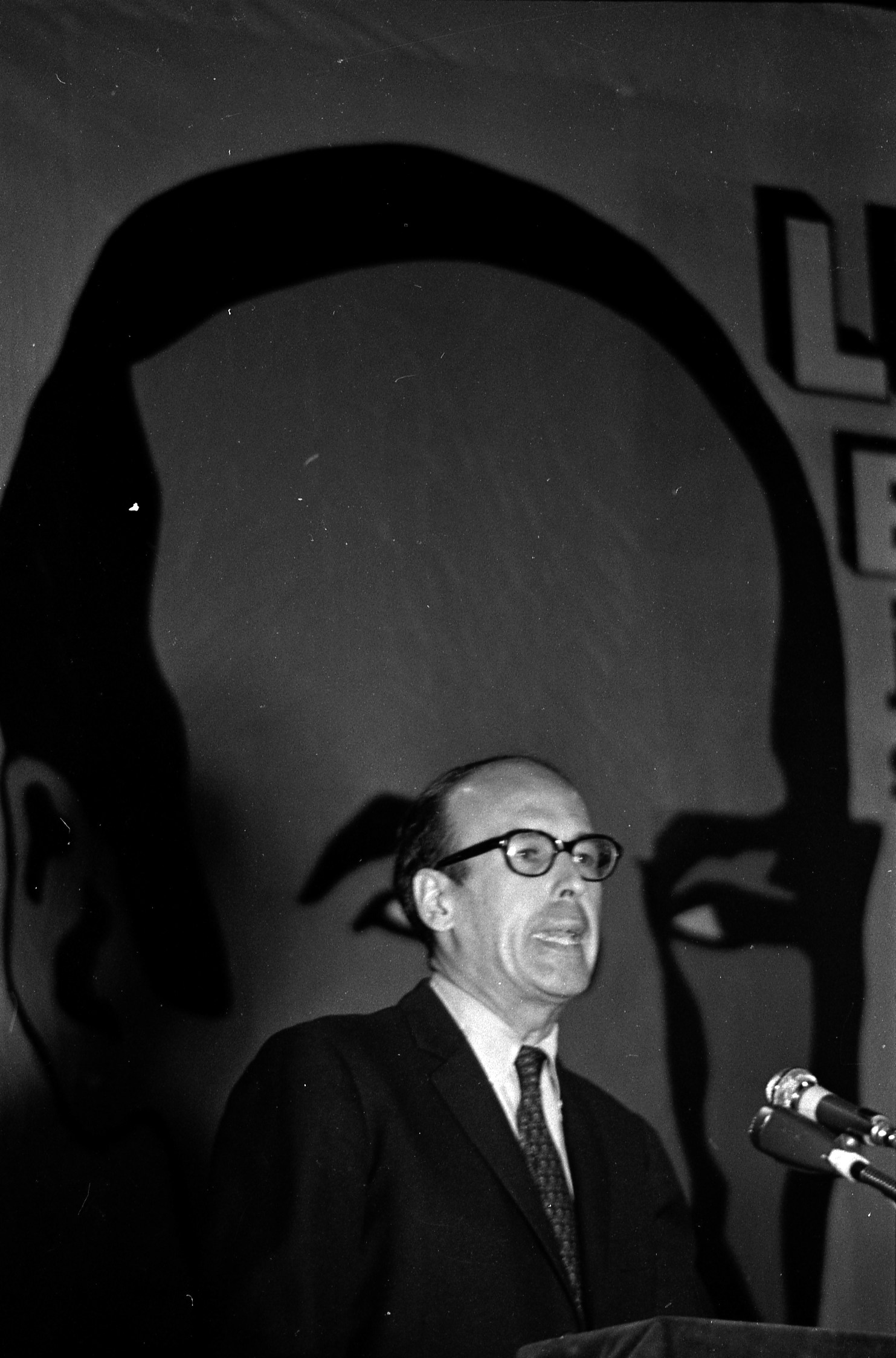
Valéry Giscard d'Estaing, président de la FNRI, en 1969.

Le 2 décembre 1962, après la censure du gouvernement de Georges Pompidou, des élus du Centre national des indépendants et paysans (CNIP), autour notamment de Valéry Giscard d'Estaing, font scission pour former le Comité d'études et de liaison des républicains indépendants, régulièrement désigné sous la dénomination « républicains indépendants » (RI), du nom du groupe parlementaire. La comité se constitue en parti politique le 1er juin 1966, avec la création de la Fédération nationale des républicains et indépendants (FNRI).
En 1974, Valéry Giscard d'Estaing est élu président de la République. Il quitte son poste de président du parti, qui échoit par la suite à Michel Poniatowski.
La FNRI devient le Parti républicain le 20 mai 1977.

## Ligne politique
Les républicains indépendants sont libéraux en économie (notamment en faveur de la liberté des mouvements de capitaux) et pro-européens (ils prônent la prédominance des institutions européennes et du droit communautaire sur le droit interne français, et la coopération des États européens).

## Émanations
Les Jeunes Républicains indépendants (JRI) puis Génération sociale et libérale (GSL) — dont Jean-Pierre Raffarin, Philippe Augier et Patrick Poivre d'Arvor ont entre autres été responsables — constituent les mouvements de jeunesse successifs de la FNRI.

## Résultats électoraux

### Élections présidentielles
| Année | Candidat                 | Premier tour | Premier tour | Second tour | Second tour |
| Année | Candidat                 | Voix         | %            | Voix        | %           |
| ----- | ------------------------ | ------------ | ------------ | ----------- | ----------- |
| 1974  | Valéry Giscard d'Estaing | 8 326 774    | 32,60        | 13 396 203  | 50,81       |

### Élections législatives
| Année | Premier tour | Premier tour | Sièges   | Rang | Gouvernement                                                                                                  |
| Année | Voix         | %            | Sièges   | Rang | Gouvernement                                                                                                  |
| ----- | ------------ | ------------ | -------- | ---- | --- |
| 1967  | 4 830 833    | 5,5          | 42 / 486 | 5e   | Pompidou IV                                                                                                   |
| 1968  | 2 330 167    | 5,5          | 61 / 487 | 5e   | Couve de Murville (1968-1969), Chaban-Delmas (1969-1972), Messmer I (1972-1973)                               |
| 1973  | 4 519 459    | 6,9          | 55 / 490 | 5e   | Messmer II (1973-1974) , Messmer III (1974) , Chirac I (1974-1976), Barre I (1976-1977), Barre II (1977-1978) |

### Élections sénatoriales
| Année | Sièges   |
| ----- | -------- |
| 1968  | 54 / 283 |
| 1971  | 59 / 283 |
| 1974  | 58 / 283 |